# 積層紙
積層紙（せきそうし）とは、紙の構造上から分類する場合に使われる言葉で、数枚の紙を抄紙機上で貼り合わせた紙を積層紙といい、通常は板紙と総称している。
これに対して1枚物は単紙といい、紙とか洋紙と呼ばれるのが一般的である。
しかし、あくまでも構造上の分類であり積層紙でもファンシーペーパーなどは商慣習上の分類から洋紙に括られることが多い。

## 特徴
抄紙機に複数のワイヤー（網）を持っており、ワイヤー毎に違った原料を流す事が出来るため色々なバリエーションの紙を作ることができる。
その代表的な板紙は再生紙が持てはやされる以前から古紙利用が進められており、複数のワイヤーを持っている事から表層にパルプや古紙を使い、目に見えない中層に低質な古紙を使うことによって上手に古紙を使うことができる。
ファンシーペーパーでは表層と裏層に違った色の原料を流すことにより、リバーシブルな紙を作ることも可能であり多種多彩な表現ができる。